# احمدآباد (بوکان)
احمدآباد (بوکان)، روستایی از توابع بخش مرکزی شهرستان بوکان در استان آذربایجان غربی ایران است.

## جمعیت
این روستا در دهستان بهی فیض‌الله بیگی قرار دارد و براساس سرشماری مرکز آمار ایران در سال ۱۳۹۵، جمعیت آن ۱۲۲ نفر (۳۵خانوار) بوده‌است.